# آنیموکو برندز
آنیموکو برندز (انگلیسی: Animoca Brands) شرکت بازی ویدئویی هنگ کنگی است، که در سال ۲۰۱۴ توسط یات سیو تأسیس شد.